# Sarabande et cortège
Sarabande et cortège est une œuvre pour basson et piano d'Henri Dutilleux composée en 1941-1942.

## Présentation
Sarabande et cortège est une pièce commandée au jeune Henri Dutilleux par Claude Delvincourt, nouveau directeur en 1941 du Conservatoire de Paris, pour servir de morceau de concours imposé pour les prix de basson de l'établissement en 1942. La partition est composée en décembre 1941 et janvier 1942.  
L'œuvre, écrite pour basson et piano, est dédiée à Gustave Dhérin, professeur de basson du Conservatoire. Elle est créée, en présence du compositeur au sein du jury, le 25 juin 1942, par les élèves concourant pour leur prix de sortie du conservatoire.  
La partition est publiée par Alphonse Leduc en 1942.  
Le diptyque comprend deux parties enchaînées :  
- Sarabande, « danse lente et majestueuse[2] » à « l'atmosphère sombre [...], parcourue par un ardent lyrisme, [..] accrue par le fait que cette pièce est coulée dans le mode dorien sur ré[3] », dans laquelle on « perçoit un écho de certaines œuvres néoclassiques de Ravel, comme Le Tombeau de Couperin[3] » ;
- Cortège, « marche insolite[2] » qui, « avec ses accords percussifs de piano, a un air fanfaron communicatif même dans les passages fugués[3] », section qui comprend « une cadence de basson solo qui couvre toute la tessiture de l’instrument[2] ».

La durée moyenne d'exécution de Sarabande et cortège est de sept minutes environ,.    
Dans le catalogue des œuvres d'Henri Dutilleux établi par le musicologue Pierre Gervasoni, la pièce porte le numéro PG 13. L'œuvre existe aussi dans une orchestration de Kenneth Hesketh.    

## Discographie
- Henri Dutilleux : pages de jeunesse, Marc Trénel (basson) et Pascal Godart (piano), Indesens INDE004, 2007[7].
- French Bassoon Works, Karen Geoghegan (en) (basson) et Philip Fisher (piano), Chandos CHAN 10521, 2009.
- Dutilleux: Chamber Music with Piano, Francesco Bossone (basson) et Akanè Makita (piano), Brilliant Classics 94738, 2014.
- Henri Dutilleux : musique de chambre, Fany Maselli (basson) et Sébastien Vichard (piano), Hérisson LH15, 2017[8].
- Reflets, avec des œuvres de Camille Saint-Saëns (Sonate op. 168), Charles Koechlin (Sonate op. 71, Trois pièces op. 34), Gabriel Fauré (Pièce), Paul Jeanjean (Prélude et scherzo), Max d'Ollone (Romance et tarentelle), Julien Hardy (basson) et Simon Zaoui (piano), Klarthe, 2018[9].
- Dutilleux: Le Loup, Sonatine, Sonate, Sarabande et cortège, Kenneth Hesketh (orchestration), Jonathan Davies (basson), Sinfonia of London, John Wilson (en) (dir.), Chandos CHAN 5263, 2021[10].